# Лозинський Йосип Іванович
Йосип (Йосиф) Іванович Лозинський (20 грудня 1807 — 11 серпня 1889) — український греко-католицький священник, етнограф, мовознавець, публіцист. Діяч українського національного відродження в Австрії. Народився в галицькому селі Гурко. Випускник Львівської духовної семінарії (1830, Львівського університету). Прийнявши таїнство священства (1831), працював парафіяльним священником на Галичині, зокрема у Яворові (з 1848). Депутат Яворівської повітової ради. Автор українського «Букваря» (1838) та «Граматики руської мови» (1845). Один з авторів української латинки (1834), яка спричинила так звану азбучну війну. Опонент Маркіяна Шашкевича. Помер у Яворові.

## Біографія

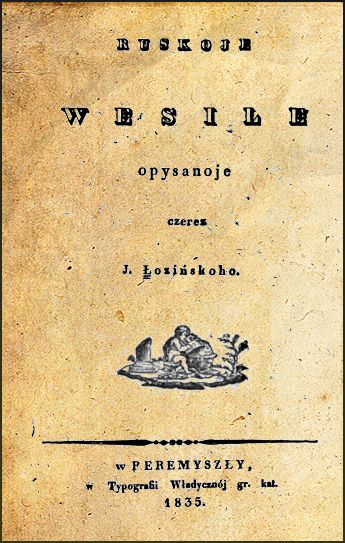
Праця «Ruskoje wesile» о. Й. Лозинського, в якій він першим використав абетку, що згодом отримала назву «абецадло»

Є різні версії місця його народження. Згідно з однією із них — в селі Гурку (Вірко) біля Перемишля (тепер Польща), а згідно з іншою — у селі Вірко (нині село Ничко Ряшівського воєводства Польщі) в сім'ї священника (пароха Вірки).
У 1830 закінчив богословський факультет Львівського університету (або Львівську духовну семінарію 1830 року, висвячений 1831-го), після чого був священником у селах Ліски (або міста Лісько, Радохинці (нині село Мостиського району Львівської області), Медиці (з 1836) та в Яворові (з 1848 року, довгі роки — парох міста, депутат Яворівської повітової ради).
Автор статей на етнографічну, історичну, політичну, філологічну тематики, популярних публікацій у календарях. Автор меморіалу «Руського клубу», врученого цісареви Францу Йозефу І після закінчення 1-ї каденції Галицького сейму. З 1834 року пропагував впровадження в українську писемність Галичини латинського алфавіту замість кириличного, для цього видав латинкою в 1835 році збірку пісень і весільних обрядів «Руське весілля». Це викликало незадоволення москвофілів і спричинило «Азбучну війну» в Галичині.
Одним із перших у Галичині порушив питання про використання народної мови в письменстві, написав рукописний «Буквар» (1838) та польською мовою «Граматику руської мови» (1845).
У 1848: крилошанин Перемиської капітули, заступник голови Перемиської руської ради, учасник Першого з'їзду української інтелігенції (Собору руських вчених) у Львові. У 1850-х роках боронив народну мову й фонетичний правопис, але в 60-х роках перейшов на москвофільські позиції, очолював Яворівську філію «Общества ім Качковського».
Посол до Галицького крайового сейму 1-го скликання від округу Яворів — Краковець (IV курія; спочатку в окрузі було обрано отця Григорія Гинилевича, який прийняв мандат в окрузі Перемишль — Нижанковичі).

## Галерея

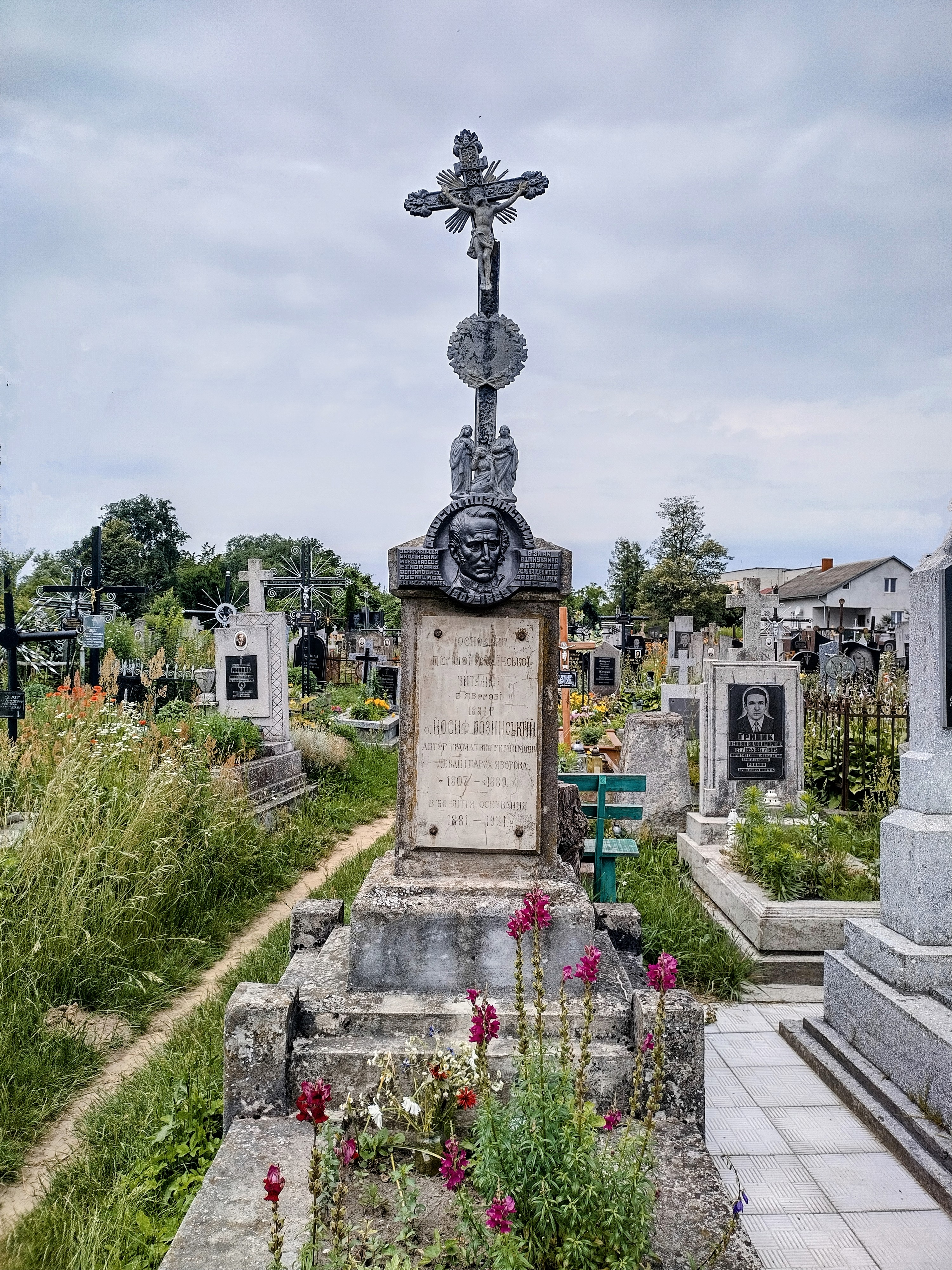
Могила Йосипа Лозинського в Яворові
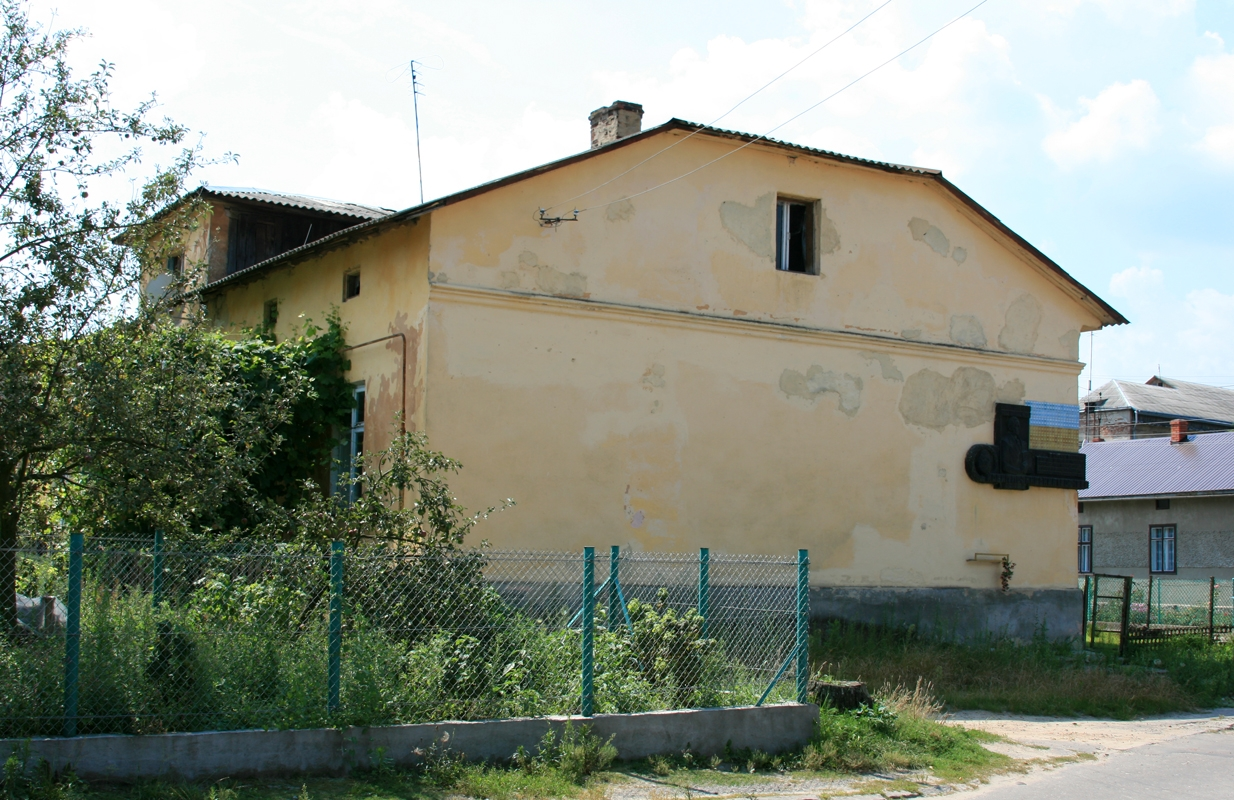
Будинок на вул. Святоюрській у Яворові, де жив і працював Йосип Лозинський
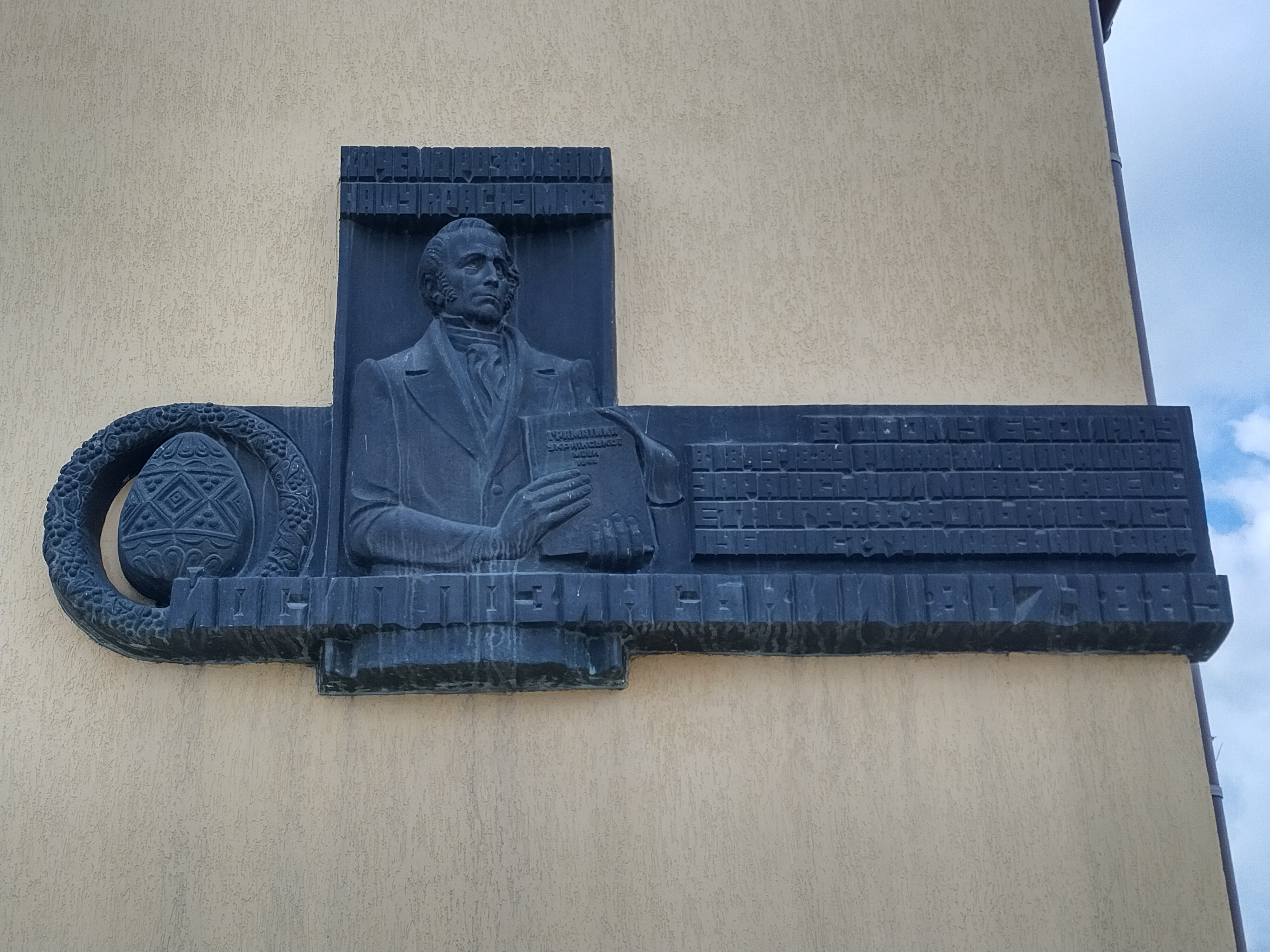
Меморіальна дошка на будинку

## Праці
- Łozynśkyj, Josyp. O wprowadzeniu abecadła polskiego do piśmiennictwa ruskiego [Про впровадження польського абецадла до українського письменства] // Rozmaitości, Lwow, 1834, № 29.
- Lozinskiy, J. Ruskoje wesile. Peremyszł, 1835 (переклад: Лозинський Й. І. Українське весілля. Київ, 1992).